# Socha svatého Jana Nepomuckého (Nymburk, 1742)
Socha sv. Jana Nepomuckého je raně barokní pískovcová socha sv. Jana Nepomuckého zhotovená roku 1742. Socha je umístěna na Kostelním náměstí v Nymburku, v těsné blízkosti kostela sv. Jiljí, a je od roku 1965 chráněna jako kulturní památka.

## Popis
Socha světce v životní velikosti je v tradičním pojetí s křížem v pravé ruce a kvadrátkem v levé. Světec hledí vzhůru. Po jeho pravém boku je andílek s prstem na ústech, držící v ruce světcův jazyk. Dvojitý postament je umístěn na dvoustupňovém čtvercovém soklu. V dolní části postamentu je držák lucerny, který je částečně vepředu vypouklý. Horní část postamentu je zdobena reliéfy a latinskými nápisy. Korunovaná kartuše zobrazuje dvě postavy držící erb s pelikánem krví sytícím mládě. Je zakončena římsou.